# Angela Little
Angela Michelle Little (Albertville, 22 luglio 1972) è una modella e attrice statunitense.

## Biografia

### Attività come modella diPlayboy
La Little fu selezionata dalla rivista Playboy come Playmate del mese per il numero di agosto del 1998, inoltre è apparsa in molti video sempre di Playboy.
Ha lavorato ininterrottamente per la rivista per oltre cinque anni dopo la sua prima apparizione.

### Cinema e televisione
La Little ha preso parte a diversi film, tra cui Walk Hard - La storia di Dewey Cox, American Pie Presents: Band Camp, Colpo grosso al drago rosso - Rush Hour 2, La figlia del mio capo e Player 5150.
È apparsa inoltre come guest star nelle serie televisive Cold Case - Delitti irrisolti, CSI - Scena del crimine, Nip/Tuck, Detective Monk, The Mullets, Streghe, Malcolm, Reno 911! e nella soap opera Beautiful.

## Vita privata
Il 20 agosto 2005 si è sposata con l'attore e musicista Andy Mackenzie. La coppia darà alla luce una figlia nell'ottobre dello stesso anno.

## FIlmografia

### Cinema
- Colpo grosso al Drago Rosso - Rush Hour 2 (Rush Hour 2), regia di Brett Ratner (2001)
- La figlia del mio capo (My Boss's Daughter), regia di David Zucker (2003)
- American Pie Presents: Band Camp, regia di Steve Rash (2005)
- Walk Hard - La storia di Dewey Cox (Walk Hard: The Dewey Cox Story), regia di Jake Kasdan (2007)
- Player 5150, regia di David Michael O'Neill (2007)

### Televisione
- Streghe (Charmed) - serie TV, episodio 5x11 (2002)
- Malcolm - serie TV, episodio 4x13 (2003)
- CSI - Scena del crimine (CSI: Crime Scene Investigation) - serie TV, episodio 6x19 (2006)
- Nip/Tuck - serie TV, episodio 4x02 (2006)
- Cold Case - Delitti irrisolti (Cold Case) - serie TV, episodio 4x07 (2006)
- Detective Monk - serie TV, episodio 5x13 (2007)

### Doppiaggio
- L.A. Noire - videogioco, voce di Doris West (2011)

## Doppiatrici italiane
Nelle versioni in italiano delle opere in cui ha recitato, Angela Little è stata doppiata da:
- Giò Giò Rapattoni in CSI - Scena del crimine